# V509 Cassiopeiae
V509 Cassiopeiae (V509 Cas / HR 8752) es una estrella variable en la constelación de Casiopea de magnitud aparente media +5,10.
Se encuentra muy alejada del sistema solar, a unos 3.500 pársecs (11.500 años luz) de distancia.
Forma parte de la asociación estelar Cepheus OB1.

## Características físicas
V509 Cassiopeiae es una hipergigante amarilla de tipo espectral variable.
De características similares a ρ Cassiopeiae, esta clase de objetos son particularmente raros y sólo se conocen siete de ellos en la Vía Láctea.
V509 Cassiopeiae figura catalogada en la base de datos SIMBAD como G0I, pero su tipo espectral ha ido cambiando lo largo de los años de G3Ia (1950-1959), a K2-5Ia (1973), G4Ia (1980) y F8Ia (1991).
Consecuentemente también su temperatura efectiva ha experimentado importantes fluctuaciones, resgistrándose valores comprendidos entre 4570 y 7170 K.
Dichas fluctuaciones se atribuyen a pequeños cambios en su viento estelar o en su envoltura.
Además, pierde masa estelar a un ritmo muy elevado, a razón de 1,2 × 10-5 masas solares por año.
Este prodigioso ritmo de pérdida de masa tiene lugar desde no hace más de 1000 años aproximadamente, no existiendo indicios de una pérdida de masa tan acusada con anterioridad.
Sin embargo, V509 Cassiopeiae no parece estar rodeada por material circunestelar. No presenta un gran exceso en el infrarrojo ni emisión molecular conocida, a excepción de CO, que sí ha sido detectado.
La luminosidad de V509 Cassiopeiae equivale a la de 400.000 soles y es una estrella de gran tamaño, siendo su radio 400 veces más grande que el del Sol.
Es una de las estrellas conocidas de mayor tamaño y una de las más luminosas de la galaxia.
Asimismo, es una radiofuente notable.
Por otra parte, V509 Cassiopeiae es una estrella doble cuya acompañante, de tipo espectral B1V, está visualmente separada de ella 0,08 segundos de arco.

## Estado evolutivo
Probablemente en la superficie de V509 Cassiopeiae se producen pulsaciones no radiales.
La estrella parece volverse más azul con el transcurso del tiempo, implicando un aumento en la temperatura de 800 K durante la década de 1980.
Al igual que IRC+10420, se ha deducido que la estrella está en evolución desde la fase de supergigante roja hacia la fase de variable luminosa azul; su elevada masa —en su nacimiento 40 masas solares— es un indicativo de que acabará su vida explosionando como una supernova.
Su masa actual se cifra entre 12,0 y 18,8 veces la masa del Sol, estimándose su edad es 17,0 ± 0,5 millones de años.

## Variablidad
V509 Cassiopeiae es una variable semirregular SRD cuyo brillo oscila entre magnitud 4,75 y 5,50.
Las observaciones fotométricas del satélite Hipparcos sugieren diversos períodos de 510, 300, 180, 62 y 37 días.